# Marco Peresani
Marco Peresani (Udine, 2 novembre 1963) è un archeologo, antropologo e divulgatore scientifico italiano.

## Biografia
Inizia gli studi in Scienze Geologiche all'Università di Padova, ma si laurea nel 1989 presso l'Università degli Studi di Ferrara, dove si era nel frattempo trasferito. Nel periodo dell'università si avvicina all'archeologia preistorica, della quale si era interessato sin da giovane, durante gli anni della residenza a Padova. Nel 1993 consegue l dottorato di ricerca in Scienze Antropologiche, approfondendo le tematiche connesse con lo studio tecnologico delle industrie litiche. Nello stesso anno diventa ricercatore in antropologia dell'Università di Bologna, interessandosi della transizione biologica e culturale fra uomo di Neandertal e homo sapiens e della ricolonizzazione delle regioni alpine ambientali. Nel 2014 diventa professore associato in Preistoria e protostoria, presso l'Università di Ferrara, e nel 2017 torna, sempre da associato, al settore dell'antropologia.

## Ricerca
L'attività di ricerca si è incentrata sul Paleolitico Medio (300-40 ka BP - Uomo di Neandertal), l’arrivo dell’uomo Sapiens e la conseguente scomparsa del Neandertal (45-40 ka BP - Transizione tra Paleolitico Medio e Superiore) e il popolamento della regione Adriatica durante le fasi precedenti e successive all’Ultimo Massimo Glaciale. 
Le indagini sul campo hanno interessato soprattutto l'area del Triveneto: in Valpolicella la grotta di Fumane, della quale nel 2006 è diventato direttore di scavo  nei Monti Berici il riparo del Broion e la Grotta de Nadale; nel bellunese il Riparo Villabruna; in area friulana la Grotta del Clusantin e la Grotta del Rio Secco). Ha inoltre collaborato alla ricerca anche in siti archeologici posti in altre località nell'Italia centro-settentrionale (sito del Piovesello nell'Appennino reggiano, sito dell'Arma Veirana in Liguria), nelle Marche e in Albania.
È autore e co-autore di più di 300 articoli scientifici ed editore di oltre diverse monografie, tra i quali il volume di taglio divulgativo Come Eravamo. Viaggio nell’Italia Paleolitica. (Ed. Il Mulino). Ha inoltre curato vari progetti espositivi, tra i quali la sezione "Preistoria e protostoria" del Museo Archeologico Nazionale di Verona, e alcune esposizioni temporanee a Parigi (Musée de l’Homme), Burgos (Museo de la Evolución Humana), Milano (MUDEC)  e Montebelluna.
Come divulgatore, contribuisce regolarmente a riviste non specialistiche come Le Scienze, Archeologia Viva, e ha preso parte in qualità di esperto a diverse trasmissioni radiofoniche e televisive.

### Fumane

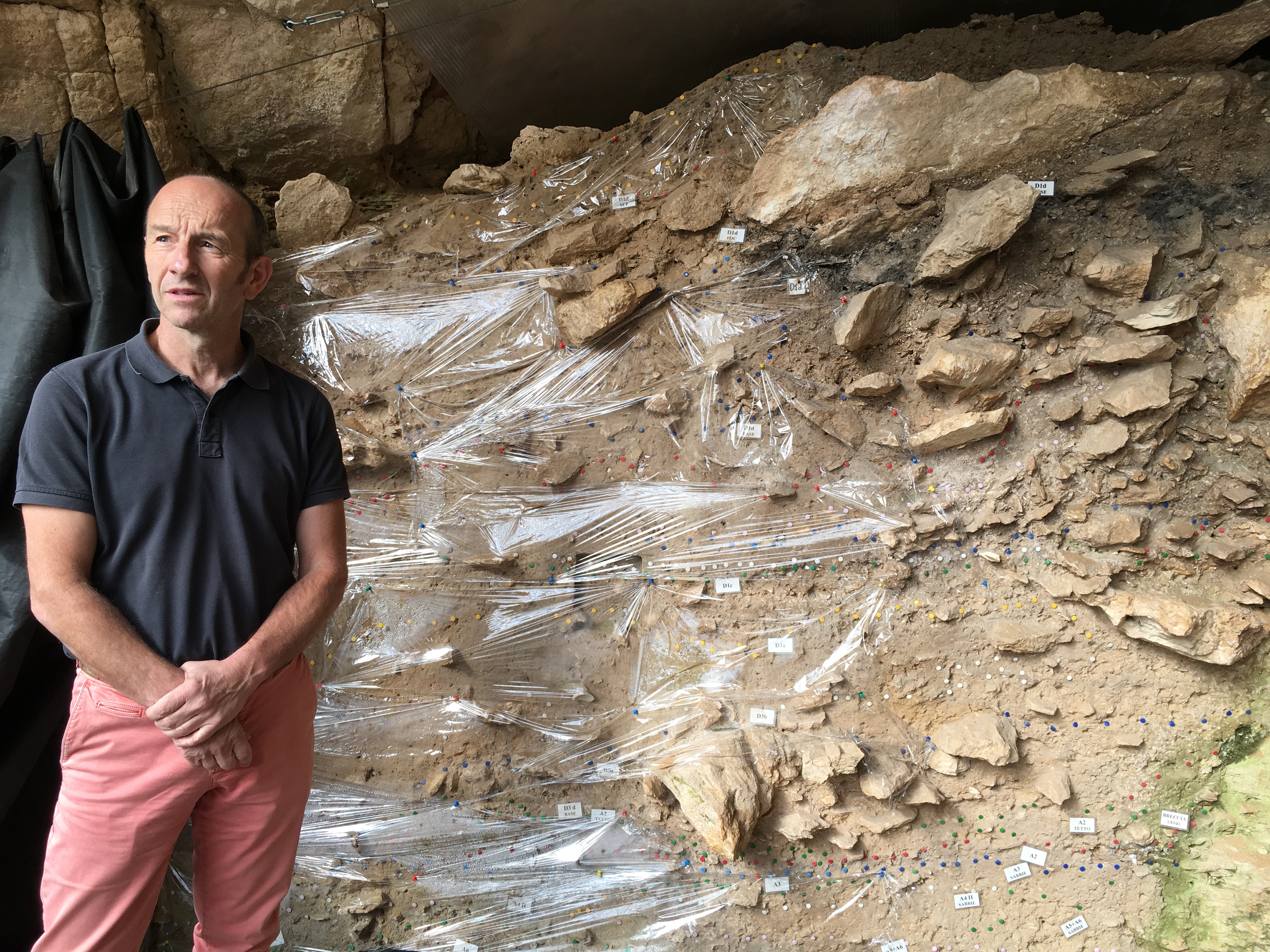
Marco Peresani illustra la sequenza stratigrafica di Fumane relativa al Paleolitico Superiore

Grotta di Fumane, di cui è diventato direttore di scavo nel 2006, rappresenta l'attività di ricerca più continuata e che ha restituito le scoperte maggiori della sua carriera. L’imponente archivio stratigrafico (ca. 80-30 ka BP) e le buone condizioni di preservazione la rendono un sito-chiave per la comprensione delle dinamiche adattative e culturali, prima del Neandertal e poi dei primi Sapiens. Nel suo ruolo di ricercatore prima e direttore poi, ha contribuito attivamente a consolidare la posizione del sito nel panorama scientifico nazionale ed internazionale. Per esempio, l’eccezionale scoperta delle pietre dipinte Aurignaziane (ca. 35 ka BP), tra cui il famoso Sciamano, riconducibili all’uso della grotta da parte dei Sapiens. Oltre a ciò, ha individuato le tracce dell'Uluzziano, una cultura completamente aliena al contesto sia precedente che seguente, e che segnala l’arrivo dei primi esseri umani moderni europei  in Italia. Per quanto riguarda i Neandertal, la scoperta che gli ultimi rappresentanti di questa popolazione a Fumane recuperavano ali, penne e artigli di aquile, avvoltoi e altri uccelli ha rivoluzionato il modo di pensare rispetto a questi nostri lontani “cugini” estinti. A questo si aggiungono la scoperta di altri comportamenti non utilitaristici, come l’impiego di una conchiglia fossile come pendente e di rari ciottoli in serpentinite come utensili. Oltre alle suddette, sono innumerevoli i rinvenimenti di ossa di animali macellati e di strumenti litici, analizzati e interpretati attraverso le più moderne tecniche per la ricostruzione del comportamento dei gruppi umani che hanno vissuto a Fumane lungo tutto il periodo.

## Selezione delle pubblicazioni
- Peresani M., Monegato G., Ravazzi C., Bertola S., Margaritora D., Breda M., Fontana A., Fontana F., Janković I., Karavanic I., Komšo D., Mozzi P., Pini R., Furlanetto G., Giovanni Maria De Amicis M., Perhoč Z., Posth C., Ronchi L., Rossato S., Vukosavljević N., Zerboni A., 2021. Hunter-gatherers across the Great Adriatic-Po Region during the Last Glacial Maximum: environmental and cultural dynamics. Quaternary International, special issue LGM in Europe, 581-582, pp. 128-163. https://doi.org/10.1016/j.quaint.2020.10.007
- Peresani M., Bertola S., Delpiano D., Benazzi S., Romandini M., 2019. The Uluzzian in the north of Italy. Insights around the new evidence at Riparo Broion Rockshelter. Archaeological and Anthropological Sciences, 11(7), pp. 3503-3536. https://doi.org/10.1007/s12520-018-0770-z
- Peresani M., Vanhaeren M., Quaggiotto E., Queffelec A., d’Errico F., 2013, An ochered fossil marine shell from the Mousterian of Fumane Cave, Italy. PLosOne, 8(7), e68572. https://doi.org/10.1371/journal.pone.0068572
- Peresani M., Fiore I., Gala M., Romandini M., Tagliacozzo A., 2011, Late Neandertals and the intentional removal of feathers as evidenced from bird bone taphonomy at Fumane cave 44ky BP, Italy. Proceedings National Academy of Sciences of the United States of America, 108, pp. 3888-3893. https://doi.org/10.1073/pnas.1016212108
- Peresani M. (Ed.), 2003, Discoid Lithic Technology. Advances and Implications. British Archaeological Reports, International Series, 1120, Oxford, 275 pp. (ISBN 1-84171-496-8 https://doi.org/10.30861/9781841714967)